# Croix armoriée de Kério
La Croix armoriée de Kério est située près du lieu-dit « Kerrio », sur la commune de Kervignac dans le Morbihan.

## Historique
La croix armoriée de Kério fait l’objet d’une inscription au titre des monuments historiques depuis le 20 mars 1934.

## Architecture
La croix de granite est érigée sur un socle carré chanfreiné. Le fût, également carré à chanfrein, supporte un nœud cubique amorti en sifflet. Ce nœud supporte le croisillon, de section hexagonale.
Le nœud porte des écussons sur ses faces est et ouest : à l’est écartelé, au premier et au quatrième à l’aigle, au deuxième et au troisième à la croix pattée ; à l’ouest écartelé, au premier à l’aigle, au deuxième au léopard, au troisième à la croix pattée, au quatrième non identifié. La famille ainsi représentée est inconnue.
Le croisillon porte, en bas-relief, à l’est le Christ, à l’ouest la Vierge.

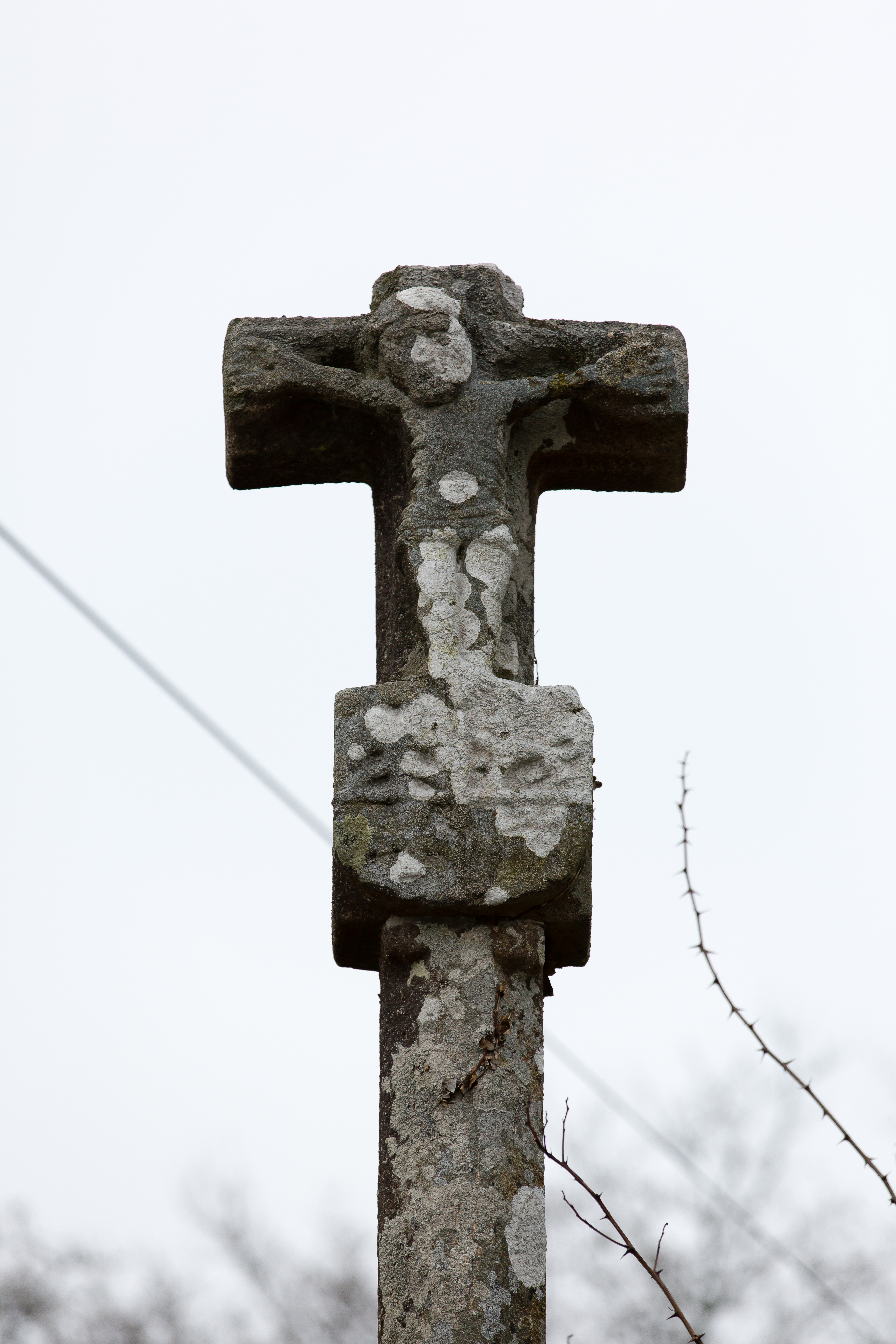
Nœud et croisillon est.
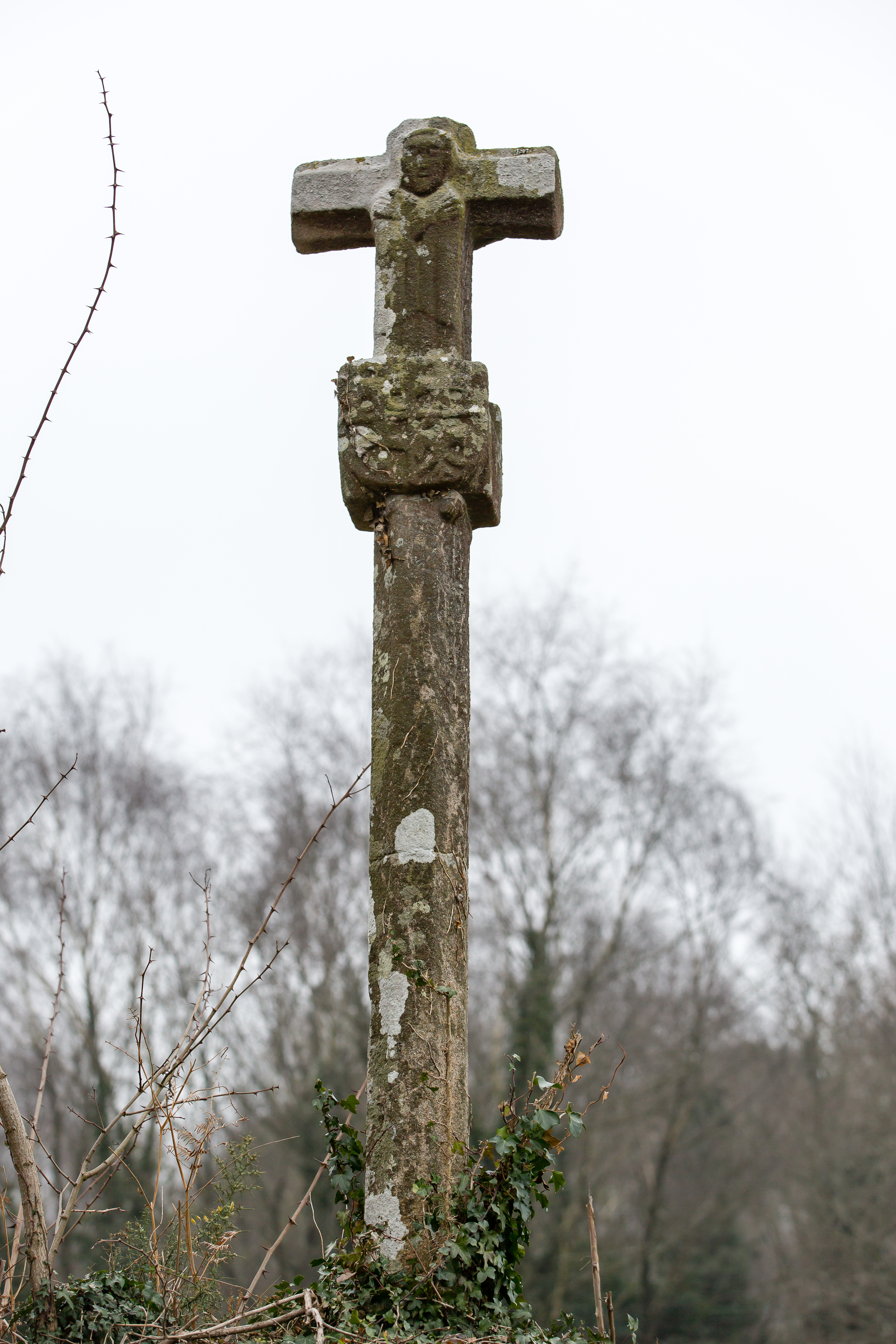
Face ouest.
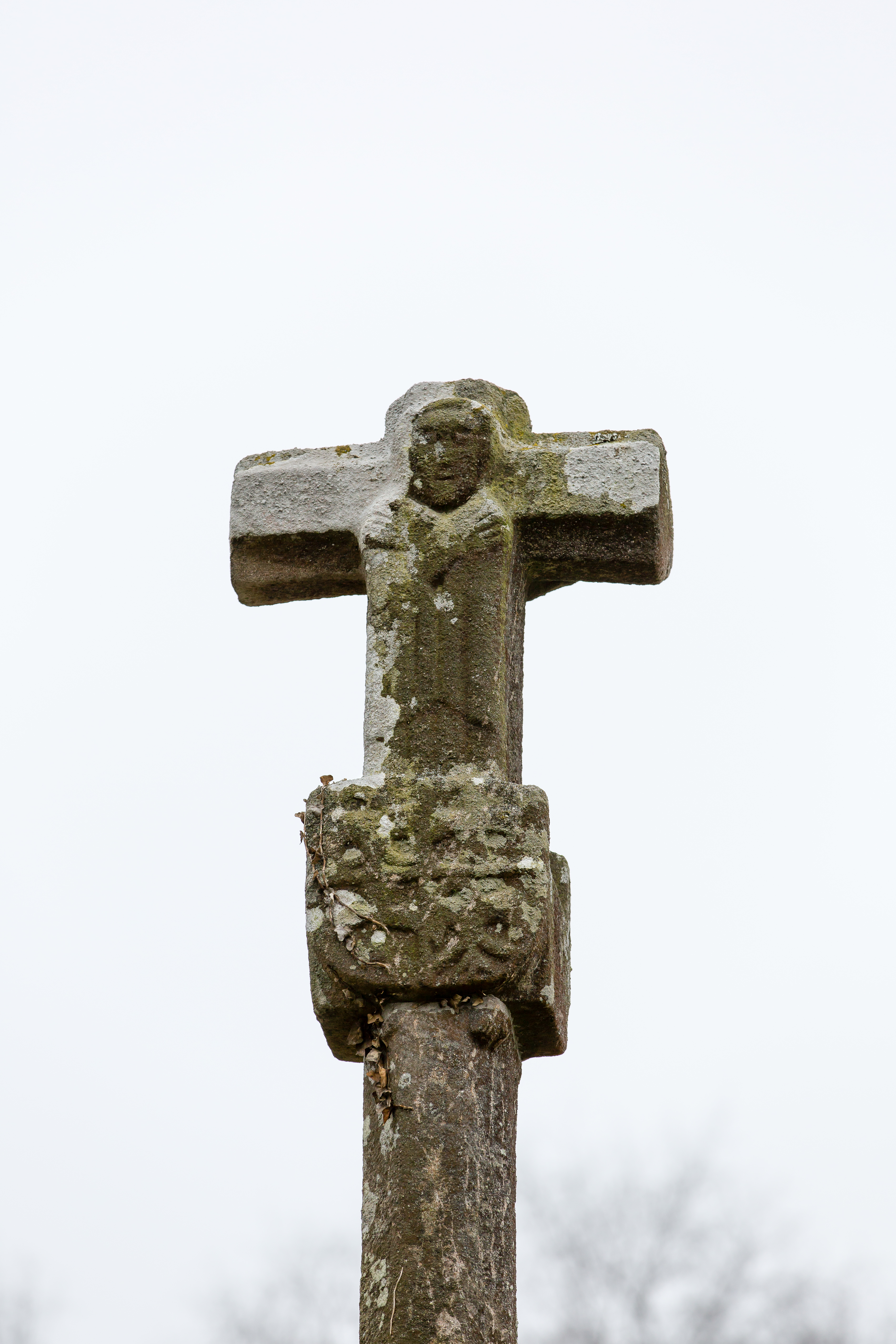
Nœud et croisillon ouest.